# 金绿凹头吉丁
金绿凹头吉丁（学名：Sternocera aequisignata）也作绿点椭圆吉丁，吉丁虫科土吉丁亚科凹头吉丁属的一种，分布于东洋界。本种的鞘翅常被用作装饰品。
中国学者吴钜文和侯陶谦在1996年曾发表云南省西双版纳州的两个新种，但不久被认定是本种的同物异名。
本种2023年被收录入中国《有重要生态、科学、社会价值的陆生野生动物名录》。

## 形态特征
体长36～38毫米。通体呈金绿色；前胸背板具深刻点；鞘翅表面光滑，具8条由灰黄色小斑组成的纵带，肩胛处具有2个黄色大斑。